# Dave Kasper
Dave Kasper is een Amerikaanse voormalige voetballer en de sportief directeur van D.C. United.

## Carrière

### Voetbalspeler
Dave Kasper groeide op in het Pittsburgh-gebied en speelde voor Pittsburgh Beadling. Hij studeerde af aan de Chartiers Valley High School en ging naar de Universiteit van Maryland, waar hij van 1983 tot 1987 speelde voor het voetbalteam van de Terrapins. Hij behaalde een bachelor's degree in marketing. In 1988 werd Dave Kasper geselecteerd door de Los Angeles Lazers in de Major Indoor Soccer League draft, maar hij werd niet gecontracteerd door het team. Dat jaar werd hij professioneel en tekende hij bij de Milwaukee Wave van de American Indoor Soccer Association. Hij speelde twee seizoenen voor de Wave. In 1994 tekende Kasper bij de uitbreiding van de Pittsburgh Stingers in de Continental Indoor Soccer League. De Stingers lieten hem op 29 juni 1995 gaan.

### Manager
Dave Kasper was coach van het jongensteam van de Bonven Sint Clair middelbare school. Hij was ook coach van het voetbalteam van de Sewickley Academie van 1991 tot 1994, waarbij hij een record van 38-17-3 behaalde. Daarnaast was hij coach van het Beadling U-17-team. In april 1994 werd hij aangesteld als de eerste voetbalcoach van de Duquesne-universiteit, maar het team speelde pas zijn eerste seizoen in 1995. Hij had een record van 15-31-7 gedurende drie seizoenen.

### Leidinggevend
Op 16 maart 1998 werd Dave Kasper benoemd tot vicepresident en algemeen manager van de Pittsburgh Riverhounds. In januari 2001 werd Kasper directeur bedrijfsontwikkeling voor de New England Revolution van Major League Soccer. Op 20 december 2001 huurde D.C. United Kasper in als technisch directeur van het team. Hij bleef in die functie tot 20 september 2007, toen hij algemeen manager van D.C. United werd.
Kasper bleef algemeen manager van de club tot 14 april 2021, toen hij werd gepromoveerd tot sportief directeur, terwijl Lucy Rushton tot algemeen manager werd benoemd.